# Concremiers
Concremiers és un municipi francès, situat al departament de l'Indre i a la regió de Centre – Vall del Loira. L'any 2007 tenia 631 habitants.

## Demografia

### Població
El 2007 la població de fet de Concremiers era de 631 persones. Hi havia 264 famílies, de les quals 84 eren unipersonals (20 homes vivint sols i 64 dones vivint soles), 84 parelles sense fills, 72 parelles amb fills i 24 famílies monoparentals amb fills.
La població ha evolucionat segons el següent gràfic:
Habitants censats

### Habitatges
El 2007 hi havia 374 habitatges, 269 eren l'habitatge principal de la família, 64 eren segones residències i 41 estaven desocupats. 366 eren cases i 8 eren apartaments. Dels 269 habitatges principals, 215 estaven ocupats pels seus propietaris, 45 estaven llogats i ocupats pels llogaters i 8 estaven cedits a títol gratuït; 1 tenia una cambra, 20 en tenien dues, 49 en tenien tres, 79 en tenien quatre i 119 en tenien cinc o més. 198 habitatges disposaven pel capbaix d'una plaça de pàrquing. A 107 habitatges hi havia un automòbil i a 125 n'hi havia dos o més.

### Piràmide de població
La piràmide de població per edats i sexe el 2009 era:
| Homes | Edats   | Dones |
| ----- | ------- | ----- |
| 4     | 95 o +  | 4     |
| 4     | 90 a 94 | 12    |
| 4     | 85 a 89 | 12    |
| 4     | 80 a 84 | 12    |
| 20    | 75 a 79 | 24    |
| 24    | 70 a 74 | 16    |
| 16    | 65 a 69 | 16    |
| 16    | 60 a 64 | 24    |
| 8     | 55 a 59 | 16    |
| 4     | 50 a 54 | 4     |
| 16    | 45 a 49 | 12    |
| 28    | 40 a 44 | 16    |
| 16    | 35 a 39 | 16    |
| 20    | 30 a 34 | 16    |
| 28    | 25 a 29 | 32    |
| 12    | 20 a 24 | 24    |
| 16    | 15 a 19 | 12    |
| 16    | 10 a 14 | 20    |
| 8     | 5 a 9   | 8     |
| 32    | 0 a 4   | 12    |

## Economia
El 2007 la població en edat de treballar era de 367 persones, 267 eren actives i 100 eren inactives. De les 267 persones actives 246 estaven ocupades (125 homes i 121 dones) i 21 estaven aturades (11 homes i 10 dones). De les 100 persones inactives 38 estaven jubilades, 33 estaven estudiant i 29 estaven classificades com a «altres inactius».

### Ingressos
El 2009 a Concremiers hi havia 282 unitats fiscals que integraven 625,5 persones, la mediana anual d'ingressos fiscals per persona era de 17.006 €.

### Activitats econòmiques
Dels 15 establiments que hi havia el 2007, 2 eren d'empreses de fabricació d'altres productes industrials, 3 d'empreses de construcció, 2 d'empreses de comerç i reparació d'automòbils, 3 d'empreses de transport, 2 d'empreses d'hostatgeria i restauració, 1 d'una empresa immobiliària i 2 d'empreses de serveis.
Dels 6 establiments de servei als particulars que hi havia el 2009, 1 era una oficina de correu, 1 taller de reparació d'automòbils i de material agrícola, 1 fusteria, 2 electricistes i 1 restaurant.
L'únic establiment comercial que hi havia el 2009 era una carnisseria.
L'any 2000 a Concremiers hi havia 23 explotacions agrícoles que ocupaven un total de 1.485 hectàrees.

## Equipaments sanitaris i escolars
El 2009 hi havia una escola elemental.

## Poblacions més properes
El següent diagrama mostra les poblacions més properes.